# Kim Hye-in
Kim Hye-in (16 de enero de 1993) es una actriz surcoreana.

## Carrera
Es conocida por su papel de reparto en la serie de tvn Entourage, basada en la serie estadounidense del mismo nombre.

## Filmografía

### Series de televisión
| Año  | Título                 | Papel              | Red  | Notas                       | Ref   |
| ---- | ---------------------- | ------------------ | ---- | --------------------------- | ----- |
| 2016 | Entourage              | Seo Ji-una         | tvN  |                             | [ 2 ] |
| 2017 | The Picnic Day         | Min-joo            | tvN  | Drama Stage                 | [ 3 ] |
| 2020 | Pasillos de hospital   | Dra. Myung Eun-won | tvN  |                             |       |
| 2021 | She Would Never Know   | Kang Soo-mi        | JTBC |                             |       |
| 2021 | Pasillos de hospital 2 | Dra. Myung Eun-won | tvN  |                             |       |
| 2021 | Yumi's Cells           | Hong Na-ri         | tvN  | Aparición especial, ep. 7-8 |       |
| 2025 | Manual para residentes | Dra. Myung Eun-won | tvN  |                             | [ 4 ] |

### Cine
| Año  | Título     | Papel             | Ref   |
| ---- | ---------- | ----------------- | ----- |
| 2015 | The Throne | Candidata a reina | [ 5 ] |
| 2017 | The Chase  | Kim Ji-eun        | [ 6 ] |